# Can Xaró
Can Xaró és una obra de Sant Vicenç de Montalt (Maresme) inclosa a l'Inventari del Patrimoni Arquitectònic de Catalunya.

## Descripció
Casa amb planta baixa i pis, porta, d'entrada, adovellada. És un bell exemple de tipologia de cases a les quals les dovelles de pedra han estat substituïdes -modificació d'origen ja que segurament devia ser molt difícil obtenir la pedra necessària per manca de diners o per falta de picapedrers- per peces de totxo massís. Tot i això, a diferència de les de la planta baixa, les finestres del primer pis estan fetes amb pedra.

## Història
Aquesta casa la van reformar els germans Buch-Torrents als anys 1940-45.